# (111) Ата
(111) Ата (лат. Ate) — астероид главного пояса, принадлежащий к тёмному спектральному классу C. Астероид был открыт 14 августа 1870 года германо-американским астрономом К. Г. Ф. Петерсом и назван в честь Аты — древнегреческой богини, персонификации заблуждения, помрачения ума, обмана, глупости.

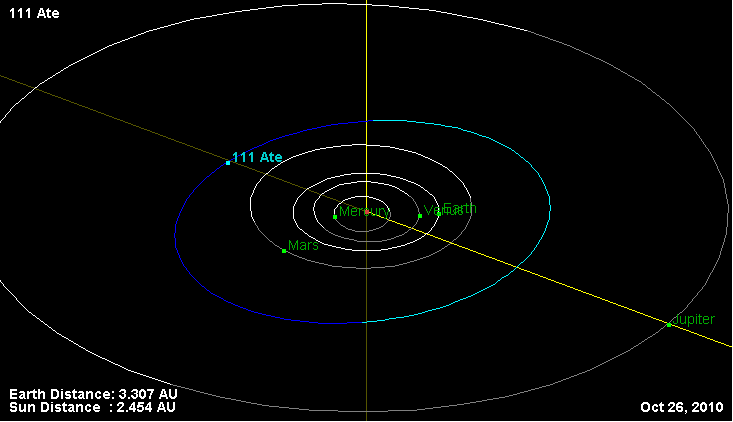
Орбита астероида Ата и его положение в Солнечной системе